# Брик Григорій Явдокимович
Григорій Явдокимович Брик (20 листопада 1915, Худяки — 16 лютого 1983) — радянський офіцер, Герой Радянського Союзу (1945).

## Біографія
Народився 20 листопада 1915 року в селі Худяках (нині Черкаського району Черкаської області) в селянській родині. Українець. Закінчив Київський педагогічний інститут імені Горького. Працював у Києві учителем.
У Червоній Армії з 1937 року. Учасник радянсько-німецької війни з червня 1941 року. Служив на посаді командира мінометної роти 42-го гвардійського стрілецького полку (13-а гвардійська стрілецька дивізія, 5-а гвардійська армія, 1-й Український фронт).
24 січня 1945 року гвардії капітан Брик при форсуванні річки Одеру на човні з першим десантом переправився на лівий берег річки, точним вогнем мінометів скував дії противника, чим сприяв радянським десантним групам в захопленні плацдарму на південний схід від міста Олау (Олава, Польща). При відбитті контратак, коли загинули чи були поранені командири десантних груп, опинившись в оточенні, організував кругову оборону плацдарму, кілька разів водив бійців в атаку і викликав вогонь мінометів на себе, чим сприяв утриманню плацдарму до підходу головних сил полку.
Указом Президії Верховної Ради СРСР від 10 квітня 1945 року за зразкове виконання завдань командування і проявлені при цьому мужність і героїзм, гвардії капітану Брику Григорій Явдокимовичу присвоєно звання Героя Радянського Союзу з врученням ордена Леніна і медалі «Золота Зірка» (№ 6046).
Учасник Параду Перемоги 24 червня 1945 року. У 1946 році був звільнений в запас і повернувся додому. Працював на господарській роботі, а з 1949 року — викладачем історії середньої школи в рідному селі. Помер 16 лютого 1983 року.

## Нагороди, пам'ять
Нагороджений орденами Леніна, Вітчизняної війни 1-ї і 2-го ступеня, двома орденами Червоної Зірки, медалями.
Іменем Героя названа одна з вулиць та школа в Худяках.